# 일본의 텔레비전 애니메이션 목록/ㄱ
일본의 텔레비전 애니메이션 목록 (ㄱ)에서는 ㄱ으로 시작되는 제목의 일본의 애니메이션을 서술한다. 

## 가
- 가난뱅이 신이!
- 가르쳐줘!갸루코짱
- 가면의 메이드가이
- 가브리엘 드롭아웃
- 가사라키
- 가이킹 LEGEND OF DAIKU-MARYU
- 가정교사 히트맨 REBORN!
- 가짜 이야기
- 간츠
- 갈릴레이 돈나
- 감바의 모험
- 갑충왕자 무시킹
- 강각의 레기오스
- 강철삼국지
- 강철의 연금술사
- 강철의 연금술사  FULLMETAL ALCHEMIST
- 개구리 왕눈이
- 개구리 중사 케로로
- 갤럭시 엔젤

## 거
- 거신 고그
- 거인의 별
- 건강 전라계 수영부 우미쇼
- 건그레이브
- 건방진 천사
- 건전로봇 다이미다라
- 건슬링거 걸
- 검용전설 야이바
- 검도난무
- 겁쟁이 페달
- 게게게의 키타로
- 게드전기: 어스시의 전설
- 게이트 자위대. 그의 땅에서, 이처럼 싸우며
- 게이트 키퍼즈
- 겟타로보
- 건어물 여동생!우마루짱

## 겨
- 결계사
- 경계의 린네
- 경계의 저편

## 고
- 고! 고! 다섯쌍둥이
- 고스트 바둑왕
- GS 미카미 극락대작전!!
- 고스트 헌트
- GOSICK -고식-
- 고양이 당인전 테얀데에
- 고양이의 보은
- 고쿠조 ~극락원 여학교 기숙사 이야기~
- 고키차
- 곤
- 골판지전기
- 골프천재 탄도
- 공각기동대
- 공상과학세계 걸리버 보이
- 공의 경계
- 광란가족일기
- 괭이갈매기 울 적에
- 괴담 레스토랑
- 괴도 세인트 테일
- 괴물군
- 괴물왕녀
- 괴물 이야기
- 괴짜가족

## 교
- 교향시편 에우레카 세븐
- 구름처럼 바람처럼

## 구
- 구슬동자
- 구슬대전 배틀비드맨

## 규
- 없음

## 그
- 그날 본 꽃의 이름을 우리는 아직 모른다
- 그와 그녀의 사정
- 그대가 바라는 영원
- 그라비테이션
- 그랑죠
- 그래도 마을은 돌아간다
- 그래도 세상은 아름답다
- 그레이트 다간
- 극상학생회
- 금색의 코르다
- 금색의 갓슈!!
- 금발의 제니

## 기
- 기동전사 건담 시리즈
- 기관차 선생님
- 기교기전 히오우전기
- 기동경찰 패트레이버
- 기동전사 더블오
- 기동전함 나데시코
- 기동수비대
- 기미키스
- 기동천사 엔젤릭 레이어
- 길 잃은 고양이 오버런!
- 김전일 소년의 사건부
- 교향시편 유레카 세븐

## ㄲ
- 꼬마마법사 레미
  - 꼬마마법사 레미 샵
  - 꼬마마법사 레미 포르테
  - 꼬마마법사 레미 비바체
  - 꼬마마법사 레미 비밀편
- 꽃천사 루루
- 꽃천사 메리벨
- 꾸러기 수비대